# Keisilyn Gutiérrez
Keisilyn Yorleny Gutiérrez Arenales (nacida el 19 de marzo de 1997) es una futbolista panameña que juega como delantera en CD Plaza Amador de la Liga de Fútbol Femenino de Panamá.

## Trayectoria

### CD Universitario
Comenzó a jugar en la Liga de Fútbol Femenino en el 2017 con el club Chorrillo FC que después en 2018 paso a llamarse CD Universitario. Salió campeona de la Liga de Fútbol Femenino 2018, del Torneo Clausura 2019 LFF y del Torneo Apertura 2019 LFF.

### SD Atlético Nacional
En el 2020 fue anunciada como nueva jugadora del SD Atlético Nacional. Salió campeona del Torneo Edición 2020 LFF.

### CD Plaza Amador
El 31 de marzo de 2021 fue anunciada como nueva jugadora del CD Plaza Amador. Quedó subcampeona de los Torneo Apertura 2021 LLF, Torneo Clausura 2021 LFF y de la Liga de Fútbol Femenino 2022, el torneo LFF 2023 llegó hasta la semifinales.

## Selección nacional

### Categorías inferiores
Fue convocado por la selección sub-20 de Panamá para disputar el Campeonato Femenino Sub-20 de la Concacaf de 2015.

### Selección absoluta
Gutiérrez ha sido convocada con la selección nacional femenina de Panamá, incluida una aparición el 28 de enero de 2020 en el Campeonato Preolímpico Femenino de CONCACAF 2020 contra Costa Rica, que terminó con una derrota de 1 a 6.

## Vida personal
Gutiérrez se desempeña como docente en el Centro de Educación Bilingüe Juan Demóstenes Arosemena en Valle Hermoso, donde imparte clases desde preescolar hasta noveno grado. También da clases en "El Domo" de la Universidad de Panamá, y está cursando la carrera de educación deportiva.

## Clubes
| Club                 | País   | Año         |
| -------------------- | ------ | ----------- |
| CD Universitario     | Panamá | 2017 - 2019 |
| SD Atlético Nacional | Panamá | 2020        |
| CD Plaza Amador      | Panamá | 2021 - act. |

## Palmarés

### Títulos nacionales
| Título           | Club                 | País   | Año    |
| ---------------- | -------------------- | ------ | ------ |
| Primera División | CD Universitario     | Panamá | 2018   |
| Primera División | CD Universitario     | Panamá | 2019-C |
| Primera División | CD Universitario     | Panamá | 2019-A |
| Primera División | SD Atlético Nacional | Panamá | 2020   |